# Georg Balás von Lissa
Georg Baron Balás von Lissa, madžarski general, * 13. maj 1854, † 5. julij 1943.

## Življenjepis
1. decembra 1916 je bil razrešen iz aktivne službe in 1. aprila 1917 je bil upokojen.

## Pregled vojaške kariere
Napredovanja
- generalmajor: 1. november 1903 (z dnem 11. novembrom 1903)
- podmaršal: 1. maj 1908 (retroaktivno z dnem 30. aprilom 1908) in 27. aprila 1913 v naslovnega podmaršala